# Esteban Berlanga
Esteban Berlanga (Albacete, 17 de marzo de 1986) es un bailarín español. Entre 2013 y 2018 fue bailarín principal de la Compañía Nacional de Danza española.

## Biografía
Nació en Albacete el 17 de marzo de 1986. Empezó a bailar con la intención de convertirse en bailarín de flamenco, ya que no conocía el ballet clásico por aquellos tiempos. Empezó sus estudios en el Real Conservatorio Profesional de Música y Danza de Albacete a los 9 años, bajo la instrucción de Chon López, a quien considera una gran influencia en su carrera.
A los 16 años se trasladó al Real Conservatorio Profesional de Danza de Madrid, justo antes de unirse al cuerpo de baile Europa Danse en 2003.

## Carrera artística
Se unió al English National Ballet de Londres después de ganar el primer premio de danza de Castilla-La Mancha en 2006, y después de haber formado parte del cuerpo de baile de Europa Danse durante tres años. Fue promocionado a primer artista de la compañía en 2007 y a solista dos años más tarde.
Durante su estancia con la compañía su reportorio ha incluido los papeles principales en El Lago de los Cisnes (cuando aún era sólo miembro del cuerpo del baile y después, en la producción 'in-the-round' de la compañía especialmente creada para el Royal Albert Hall ), Three Preludes (Tres Preludios) de Ben Stevenson, A Million Kisses to my Skin (Un Millón de Besos a mi Piel) de David Dawson, el Poeta en Las Sílfides, Des Grieux en Manon, el Príncipe en La Bella Durmiente, Albrecht en Giselle, el Príncipe en Cenicienta, Frédéri en L'Arlésienne (del ya fallecido coreógrafo Roland Petit), el Pas de Deux en Suite-en-Blanc de Serge Lifar, las suites An American in Paris y It Ain't Necessarily So en Strictly Gershwin y el Príncipe en el Cascanueces de Wayne Eagling parteneando a Tamara Rojo y Begoña Cao, entre otras. También cuenta con Petit Mort la masterpiece de Jiri Kylian y Song of a Wayfarer de Bejart teniendo de pareja al fantástico Vadim Muntagirov.
Fue artista invitado del Australian Ballet en 2011 participando en la producción de Madama Butterfly bailando el papel de Pinkerton. También volvió de invitado al English National Ballet para participar en el programa Let´s we Forget bailando en la pieza de Liam Scarlett No Man´s Land. También participó en Japón con Noriko Kobayashi Ballet bailando Gloria de McMillan, y The Two Pigneon the Ashton.
El bailarín ha creado papeles en El Día de la Creación y Anacrusa, de Goyo Montero, Faun(e) de David Dawson, por el que fue nominado para el Premio Benois de la Danse en el 2010, Camino de Aleix Mañé.
Fue promovido a primer solista del English National Ballet en enero de 2012.
En septiembre de 2013 entró a formar parte del elenco y como bailarín principal de la Compañía Nacional de Danza dirigida por José Carlos Martínez en Madrid, España. Cinco temporadas bailando todo el repertorio de la CND, incluyendo Basilio y Espada en Don Quijote de J. C. Martínez, El Cisne de Ricardo Cue, La Rosa Malade de R. Petit, The Vertiginous Thrill of Exactitude, In the Middle, Artifact, Enemy in the Figure de William Forsythe, SUB e Hikarizatto de Itzik Galili, Por vos muero de Nacho Duato, entre otros.
En 2018 Berlanga cambió su destino para unirse al Ballet de Zúrich, bajo la dirección de Christian Spuck, como bailarín solista de la compañía. En este tiempo Spuck creó un par de números dentro de la pieza Winterraise estrenada en octubre de 2018. Esteban interpreta ballets como Stepping Stones de Kylian, Cascanueces y La Bella Durmiente de C. Spuck, Emergence y Angels´atlas de Crystal Pite, Nijinsky y Almost Blue de Marco Goecke, Stiwa en Anna Karenina de Christian Spuck, Peer Gynt de Edward Clug.
En 2022 Esteban es promocionado a Bailarín Principal del Ballet de Zúrich.

## Premios
- 2006: Primer premio de danza de Castilla-La Mancha.

- 2008: Nominado al premio 'Classical Male Spotlight' de los "Critics’ Circle National Dance Awards".

- 2009: Nominado como 'Emerging Dancer' (Bailarín Emergente).[3]

- 2009: Nominado a la Interpretación Clásica Destacada Masculina (Outstanding Male Performance) de los National Dance Awards.

- 2010: Nominado a los Benois de la Danza de Moscú por Faun(e).[4]

- 2011: Nominado a la Interpretación Clásica Destacada Masculina (Outstanding Male Performance) de los National Dance Awards.[5]